# Associazione Calcio Pro Vasto 1975-1976
Questa pagina raccoglie le informazioni riguardanti l'Associazione Calcio Pro Vasto nelle competizioni ufficiali della stagione 1975-1976.

## Rosa
| N. |                   | Ruolo | Calciatore           |
| -- | ----------------- | ----- | -------------------- |
|    | Italia (bandiera) | D     | Cesare Borgia        |
|    | Italia (bandiera) | C     | Franco Castellucci   |
|    | Italia (bandiera) | A     | Carmelo Castorina    |
|    | Italia (bandiera) | D     | Stefano Codraro      |
|    | Italia (bandiera) | D     | Alfonso De Filippis  |
|    | Italia (bandiera) | C     | Wagner Di Bartolomeo |
|    | Italia (bandiera) | A     | Antonio Lo Vecchio   |
|    | Italia (bandiera) | A     | Antonio Marcolini    |
|    | Italia (bandiera) | P     | Pier Luigi Masoni    |

| N. |                   | Ruolo | Calciatore         |
| -- | ----------------- | ----- | ------------------ |
|    | Italia (bandiera) | C     | Guido Mazzetti     |
|    | Italia (bandiera) | C     | Giancarlo Natalini |
|    | Italia (bandiera) | C     | Nicola Perricone   |
|    | Italia (bandiera) | A     | Luigi Quaresima    |
|    | Italia (bandiera) | D     | Francesco Raimondi |
|    | Italia (bandiera) | C     | Renzo Rossi        |
|    | Italia (bandiera) | D     | Ilario Salvadori   |
|    | Italia (bandiera) | A     | Tommaso Savastio   |
|    | Italia (bandiera) | D     | Bruno Taverna      |
|    | Italia (bandiera) | D     | Stefano Zanerini   |